# جوئل هوئرتاس
جوئل هوئرتاس (انگلیسی: Joel Huertas؛ زادهٔ ۹ مهٔ ۱۹۹۵) بازیکن فوتبال اهل اسپانیا است.
از باشگاه‌هایی که در آن بازی کرده‌است می‌توان به باشگاه فوتبال بارسلونا بی اشاره کرد.